# Sloanea brassii
Sloanea brassii är en tvåhjärtbladig växtart som först beskrevs av Otto Christian Schmidt, och fick sitt nu gällande namn av Albert Charles Smith. Sloanea brassii ingår i släktet Sloanea och familjen Elaeocarpaceae. Inga underarter finns listade i Catalogue of Life.